# Immowelt
Das Immobilienportal immowelt.de ist ein Online-Marktplatz für Miet- und Kaufimmobilien in Deutschland. Betrieben wird die Plattform von der AVIV Germany GmbH, die in Nürnberg ihren Hauptsitz hat. Neben immowelt.de betreibt AVIV Germany GmbH auch die Immobilienportale immonet.de und immowelt.at sowie des Portal bauen.de. Zweiter Geschäftsbereich des Unternehmens ist die Entwicklung von CRM-Software für die Immobilienwirtschaft. Die AVIV Germany GmbH ist Teil der AVIV Group, die ein Tochterunternehmen der Axel Springer SE ist.

## Geschichte
Die AVIV Germany GmbH wurde im Jahre 1991 unter dem Namen DataConcept GmbH von Carsten Schlabritz und Jürgen Roth gegründet. Das Ziel: eine einfach zu bedienende Software für Makler anzubieten, die dabei hilft, im alltäglichen Gebrauch Zeit und Aufwand zu sparen. Mit dem Start des Immobilienportals immowelt.de 1996 legte die DataConcept GmbH den Grundstein für das Wachstum. 2000 erfolgte die Umfirmierung zur Immowelt AG. Seit 2009 ist die Immowelt AG mit ihren Immobilienportalen im kompletten deutschsprachigen Raum vertreten. Im Frühjahr 2015 schlossen sich die Immowelt AG und die Immonet GmbH zur immowelt Group zusammen. Im August 2021 firmierte sich die Immowelt AG in die immowelt GmbH um, ehe sie sich im Februar 2024 zur AVIV Germany GmbH umbenannte.

## Produkte
estatePro: Die CRM-Software estatePro bietet Unterstützung bei der Verwaltung und Steuerung großer Immobilienprojekte. Die auf dem .Net-Framework aufbauende Software stellt Immobilienprojekte dar, ordnet einzelne Arbeitsschritte zu und vereinfacht die Organisation. Die Software ist anpassbar und bietet mit flexiblen Masken und Formularen eine Arbeitsgrundlage für die Projektbearbeitung.
estateOffice: estateOffice ist die Weiterentwicklung der Immobilienvermittlungs-Software Makler 2000 und bietet mehr Funktionen und eine vereinfachte Bedienung. Wie bei estatePro, sind auch die Oberflächen von estateOffice individuell anpassbar.
estateSmart: estateSmart ist eine Software-Lösung zur Verwaltung und Vermarktung von Immobilien, die von jedem Endgerät genutzt werden kann. Makler können mit ihrem Smartphone oder Tablet unter anderem Objekte erfassen, Exposés einstellen und Interessenten verwalten.
Mobile Apps: Über die immowelt-App ist immowelt.de über gängige Smartphones und Tablets mobil erreichbar.

## Werbungen
Besondere Bekanntschaft in der Allgemeinheit erlangte die Firma Immowelt insbesondere durch ihre Werbungsauftritte. Zu ihren bekanntesten Werbungen zählen zwei Liedwerbungen, welche im Rahmen der Kampagne Immo erst zu Immowelt produziert wurden. Diese beiden Werbungen heißen Sei, wer immo du sein willst! und Hör auf deine innere Stimmo, für immo! und stellen jeweils unterschiedlichste luxuriöse Lebenssituationen, Lebensstile und Wohnstile dar. In beiden Werbungen wird ein vom Sänger und Schauspieler Eddy Cottridge dargestellter regulärer Bewohner dargestellt, welcher aus seinem unglücklichen Leben ausbricht und darauf anfängt, beglückt in überdurchschnittlichem Wohlstand zu leben. In beiden Werbungen wird jeweils ein Dance-Pop-Lied mit Elementen des Hip-Hop gesungen, in welchen ein Rapper in Paarreimen den Konsumenten zum Leben eines individuellen Wohnstils auffordert, von komfortablen Einrichtungsweisen schwärmt und typische Satzfloskeln wohlhabender Personen ausspricht.